# Monde Selection
Instytut Jakości Monde Selection – najstarsza na świecie instytucja badająca jakość produktów spożywczych. Instytut założony w 1961 r. w Belgii przyznaje wyróżnienia w takich dziedzinach jak:
- wyroby spirytusowe i likiery
- piwa, wody i napoje bezalkoholowe
- produkty spożywcze
- czekolady i wyroby cukiernicze
- produkty zbożowe
- wino
- produkty dietetyczne i ochrony zdrowia
- kosmetyki
- produkty tytoniowe.

Wszystkie zgłoszone wyroby poddawane są w ramach konkursu szczegółowym badaniom laboratoryjnym, jak i organoleptycznym przez komisję ekspertów. Badania przeprowadzają laboratoria i firmy badawcze: BRUCEFO (Research Center for the Food Industries), INSTITUT MEURICE (Institute for the Fermenting and Brewery Industries Research & Development dept.) oraz EUROFOOD (Specialized Consultants for the Consultants S.A. Food Industries and Food Safety). Nagrody wręczane są laureatom podczas międzynarodowej gali, która odbywa za każdym razem w innym mieście europejskim.
W każdej dziedzinie raz do roku przyznawane są wyróżnienia:
- Wielki Złoty Medal dla każdego produktu, który osiągnął minimum 90% punktów
- Medal Złoty dla każdego produktu, który otrzymał minimum 80% maksymalnej ilości przyznanych punktów
- Medal Srebrny dla każdego produktu, który otrzymał minimum 70% maksymalnej ilości przyznanych punktów
- Medal Brązowy dla każdego produktu, który otrzymał minimum 60% maksymalnej ilości przyznanych punktów

Ponadto Instytut przyznaje najwyższe wyróżnienie International High Quality Trophy (Międzynarodowy Medal Wysokiej Jakości) produktom, które w trzech kolejnych latach otrzymywały przynajmniej Medal Złoty.

## Nagrody dla polskich produktów
- 2012:
  - International High Quality Trophy: wódka Luksusowa[3]
  - Wielki Złoty Medal: wódka Żubrówka Bison Grass; wódka Zelyonaya Marka[4]; wódka Kauffman[4]; Wyborowa Lime & Mint Cool; Wyborowa Ginger Bite[5]
  - Złoty Medal: wódki Żubrówka Biała[6], Soplica; wódka Parliament[4]; Strykover Slivovitz Premium[7]; Żołądkowa Gorzka Jęczmienna[8]; wódka Luksusowa[9]; Wyborowa Citrus Squeeze[5]
  - Srebrny Medal: Czekolada Gorzka
- 2011: Wielki Złoty Medal: wódka Żubrówka. Złoty Medal: wódki Absolwent, Soplica Orzech laskowy[10]
- 2010: Złoty Medal: wódki Stock Prestige Vodka[11], Żubrówka, Bols, Złota Gorzka i Absolwent[12]; piwa: Okocim Premium Pils, Okocim Pszeniczne, Okocim Mocne, Okocim Porter. Srebrny Medal: wódka Cytrynówka Lubelska[13], piwo Rybnicki Full[14]
- 2009: Złoty Medal: Piwo Harnaś, piwo Piast Mocne, wódka Bols, piwo Łomża Export[15]; Srebrny Medal: piwo Kasztelan, piwo Bosman Specjal[16]
- 2008: Wielki Złoty Medal: Złota Gorzka; Złoty Medal: piwo Brok Export[17], wódka Żubrówka[18]; Srebrny Medal: piwo Tyskie[19]; wódka Bols[20]
- 2006: International High Quality Trophy: wódka Luksusowa, Złoty Medal: wódka Luksusowa[21]; Srebrny Medal: wódka Soplica Staropolska[21]
- 2005: Złoty Medal: wódka Palace, wódka Luksusowa; Srebrny Medal: wódka Batory, Absolwent Mixt Grapefruit, Absolwent Mixt Lemon (wszystkie Polmos Białystok)[22]
- 2004: Złoty Medal: Wódka Luksusowa i Polska Wódka (V&S Luksusowa Zielona Góra SA), Żubrówka, Absolwent (Polmos Białystok)[22]
- 2003: International High Quality Trophy: wódka Luksusowa; Wielki Złoty Medal: Polska Wódka; Złoty Medal: wódka Luksusowa, Wódka Wyborowa, wódka Królewska[23]; Srebrny Medal: Wódka Premium[24]
- 2002: Wielki Złoty Medal: wódka Luksusowa[25]
- 2001: Złoty Medal: piwo Tyskie[26]; wódka Luksusowa
- 1999: Złoty Medal: piwo Tyskie